# Олонецкая губерния
Оло́нецкая губе́рния — административная единица Российской империи. Губернский город — Петрозаводск, хотя название губернии дал город Олонец. Существовала с 1801 по 1922 год.
По площади на 1914 год занимала 130 801 км². Население согласно данным переписи 1897 года — 364 156 человек.

## История
Во времена господства Великого Новгорода территория будущей Олонецкой губернии состояла из Обонежья (Обонежская пятина) и земель по реке Онеге (часть Заволочья). После вхождения Новгорода в 1478 году в состав централизованного Русского государства земли по реке Онеге составили Каргопольский уезд, под управлением наместников, а потом воевод, живших в Каргополе. Западная часть края, входившая в состав Обонежской пятины, подчинялась новгородским наместникам и воеводам, пока, с построением города Олонец, из большей части Заонежской половины Обонежской пятины не был образован в 1649 году Олонецкий уезд.

### В составе Российской империи
После создания Ингерманладской губернии в 1708 эта территория вошла в её состав. С 1710 года — в составе Санкт-Петербургской губернии. В 1719 году Каргополь с окрестными землями вошёл в состав Белозерской провинции. При выделении в 1727 году отдельной Новгородской губернии Олонецкий уезд стал частью её Новгородской провинции, а Каргопольский уезд остался в Белозерской провинции.

### Олонецкая провинция
В 1773 году по указу Екатерины II создана Олонецкая провинция (состояла из Олонецкого и Вытегорского уездов и Паданской округи).

### Олонецкая область
Именным указом от 24 августа (4 сентября) 1776 года образовано Новгородское наместничество. В составе этого наместничества была создана и Олонецкая область, в которую вошли пять уездов: Олонецкий, Петрозаводский (бывшее Петрозаводское ведомство), Вытегорский, Паданский (бывшее Лопское Паданское комиссарство) и Каргопольский. В 1780 году из Турчасовского стана Каргопольского уезда был создан Онежский уезд, вошедший в Вологодское наместничество.
11(22) декабря 1781 года Олонецкая область была перечислена из Новгородского наместничества в Петербургскую губернию. 12(23) мая 1782 года центром области утверждён Петрозаводск (вместо Олонца). Центр Паданского уезда перенесён из Паданска во вновь образуемый город Повенец, а Паданский уезд был переименован в Повенецкий.

### Олонецкое наместничество (1784—1796)
Именным указом от 22 мая (2 июня) 1784 года Олонецкая область выделена из состава Петербургской губернии и преобразована в самостоятельное наместничество. Открытие присутственных мест в новом наместничестве состоялось 17(28) декабря 1784 года.
Именным указом от 16 (27) мая 1785 года в составе наместничества дополнительно образованы Лодейнопольский, Кемский и Пудожский уезды. Одновременно в состав Олонецкого наместничества передана часть территории Онежского уезда Архангельского наместничества, в результате чего Олонецкое наместничество получило выход на Белое море.

### Упразднение (1796—1801)
Именным указом от 12 декабря 1796 года введена новая сетка губернского деления России, в которой Олонецкое наместничество отсутствовало. По докладу Сената, утверждённому Павлом I от 15(26) июля 1799 года, из состава Олонецкой губернии переданы: в Новгородскую губернию — Каргопольский, Вытегорский, Лодейнопольский, Олонецкий, Петрозаводский и Пудожский уезды, а также часть территории Повенецкого уезда, до образования Олонецкой губернии не входившая в состав Архангельской губернии; в состав Архангельской губернии передавались Кемский уезд и часть территории Повенецкого уезда, входившая в Архангельскую губернию до образования Олонецкой губернии (включена в состав Кемского уезда). Одновременно Лодейнопольский и Пудожский уезды были упразднены. Территория Лодейнопольского уезда и переданная в Новгородскую губернию часть территории Повенецкого уезда включены в состав Олонецкого уезда, территория Пудожского уезда разделена между Петрозаводским, Олонецким, Вытегорским и Каргопольским уездами.

### Олонецкая губерния (1801—1922)
Именным указом Александра I от 9 (21) сентября 1801 года была создана Олонецкая губерния в прежних границах Олонецкого наместничества. Сенатским указом от 10(22) октября 1802 года центром губернии вновь назначен Петрозаводск. Согласно этому указу в составе губернии восстановлены Лодейнопольский, Пудожский и Повенецкий уезды, но Кемский уезд, включая карельские селения к северу от Кимасозера, был возвращён в состав Архангельской губернии.
В 1822 году во время голода в Повенецком уезде во всеобщем употреблении у крестьян была сосновая кора вместо муки. В 1833 году хлеб заменялся желудями и древесной корою, а муку смешивали с глиной. В 1858 году 10 олонецких лесозаводов выработали 807,6 тыс. досок, а лесистость Олонецкой губернии сократилась с 80,3 % в 1868 году до 60,7 % в 1887 году.
Олонецкая губерния была в числе регионов, получавших продовольственную помощь во время голода 1891—1892 годов.

### В составе РСФСР
На выборах 1917 года в Учредительное собрание почти половину голосов получил вепс Андрей Матвеев, баллотировавшийся от местных эсеров. Это единственная «великорусская» губерния, где победила местная партия и представитель национального меньшинства.
В апреле 1918 года восемь северо-западных губерний — Петроградская, Новгородская, Псковская, Олонецкая, Архангельская, Вологодская, Череповецкая и Северодвинская — были объединены в Союз коммун Северной области, который, уже в 1919 году был упразднён.
30 апреля 1919 года Каргопольский уезд был передан из Олонецкой губернии в Вологодскую губернию.
В 1920 году большая часть территории дореволюционной губернии вошла в состав вновь образованной Карельской трудовой коммуны. Однако в связи с тем, что целый ряд русских и вепсских волостей и уездов Олонецкой губернии оказался в силу национального состава населения за пределами коммуны и остался фактически без губернского центра, декретом ВЦИК и СНК РСФСР от 12 сентября 1920 года Олонецкая губерния была вновь образована. В состав губернии вошли целиком Лодейнопольский, Вытегорский, Пудожский уезды, а также части Повенецкого, Петрозаводского и Олонецкого уездов не вошедшие в Карельскую трудовую коммуну. Таким образом, Петрозаводск в 1920—1922 годах был одновременно центром Олонецкой губернии и Карельской трудовой коммуны.
Постановлением НКВД РСФСР от 30 сентября 1920 года не вошедшие в состав Карельской трудовой коммуны волости Петрозаводского уезда (Ладвинская, Шелтозерская, Остречинская) включены в состав Лодейнопольского уезда, Великогубская, Кижская, Сенногубская, Кузарандская, Толвуйская, Типиницкая волости переданы в состав Повенецкого уезда, Важинская (без Кашкинского общества), Луначарская и Мятусовская волости (бывшие Олонецкого уезда) — в состав Лоденйнопольского уезда. Центр Повенецкого уезда перенесён из города Повенец в Шунгский погост.
В годы Гражданской войны, в 1919—1920 годах, на части территорий Повенецкого, Петрозаводского и Пудожского уездов, находившихся под контролем белой администрации Северной области, была создана администрация Олонецкой губернии во главе с В. В. Ермоловым. Административный центр губернии находился в Повенце.
Постановлением НКВД РСФСР от 19 апреля 1922 года административное деление Олонецкой губернии утверждено в следующем виде:
- Вытегорский уезд — Андомская, Саминская, Тихмангская, Кондушская, Чернослободская, Макачевская, Ежезерская, Вытегорская, Девятинская, Бадожская, Шильдская, Ухотская волости;
- Лодейнопольский уезд — Заостровская, Луначарская, Важинская, Подпорожская, Мятусовская, Ладвинская, Винницкая, Шапшинская, Шелтозерско-Бережная, Остречинская, Вознесенская, Оштинская, Шимозерская волости;
- Повенецкий уезд — Толвуйская, Кижская, Типиницкая, Великогубская, Шунгская, Римская, Даниловская, Петровско-Ямская волости, Лумбушский район сельсоветов;
- Пудожский уезд — Авдеевская, Дубровская, Боярская, Ведлозерская, Захаровская, Коловская, Корбозерская, Карякинская, Красновская, Нигижимская, Почезерская волости.

Вскоре, однако, существование двух крупных административных единиц с центром в одном городе (вдобавок, Петрозаводск был фактически изолирован от территории Олонецкой губернии) было сочтено нецелесообразным. Поскольку ближайшие крупные губернские города (Петроград, Вологда, Архангельск) в силу удалённости мало подходили для управления уездами Олонецкой губернии, было решено «пожертвовать» национальной однородностью Карельской трудкоммуны и передать значительную часть территории Олонецкой губернии с русским и вепсским населением в состав Карелии.
Декретом ВЦИК от 18 сентября 1922 года за подписью председателя М. И. Калинина Олонецкая губерния была упразднена и разделена.
- Вытегорский и Лодейнопольский уезд передавались в состав Петроградской губернии. При этом Тихманьгская, Ухотская и Шильдская волости Вытегорского уезда были перечислены в Каргопольский уезд Вологодской губернии[6];
- Повенецкий уезд и (временно) город Пудож, Авдеевская, Водлозерская, Коловская, Корбозерская и Нигижемская волости Пудожского уезда — в состав Карельской трудовой коммуны;
- Боярская, Бережно-Дубровская, Красновская, Почезерская, Карякинская, Захаровская волости Пудожского уезда — в состав Каргопольского уезда Вологодской губернии.

Вскоре (3 ноября 1924 года) в Автономную Карельскую ССР была передана и часть территории Лодейнопольского уезда (уже Ленинградской губернии).

## Административное деление
| № | Уезд                 | Уездный город              | Герб уездного города | Площадь, вёрст² | Население (1897), чел. |
| - | -------------------- | -------------------------- | -------------------- | --------------- | ---------------------- |
| 1 | Вытегорский уезд     | Вытегра (4502 чел.)        |                      | 10 402,3        | 55 999                 |
| 2 | Каргопольский уезд   | Каргополь (3057 чел.)      |                      | 19 528,5        | 82 347                 |
| 3 | Лодейнопольский уезд | Лодейное Поле (1432 чел.)  |                      | 8 566,4         | 46 255                 |
| 4 | Олонецкий уезд       | Олонец (1246 чел.)         |                      | 8 367,8         | 39 990                 |
| 5 | Петрозаводский уезд  | Петрозаводск (12 522 чел.) |                      | 13 585,7        | 79 712                 |
| 6 | Повенецкий уезд      | Повенец (1294 чел.)        |                      | 35 919,8        | 26 381                 |
| 7 | Пудожский уезд       | Пудож (1455 чел.)          |                      | 18 559,1        | 33 472                 |

## Население
Национальный состав в 1897 году:
| Уезд             | русские | карелы | вепсы  | финны |
| ---------------- | ------- | ------ | ------ | ----- |
| Губерния в целом | 78,2 %  | 16,3 % | 4,4 %  | …     |
| Вытегорский      | 98,5 %  | …      | …      | …     |
| Каргопольский    | 99,8 %  | …      | …      | …     |
| Лодейнопольский  | 79,8 %  | …      | 19,2 % | …     |
| Олонецкий        | 27,0 %  | 71,3 % | …      | 1,5 % |
| Петрозаводский   | 67,1 %  | 22,1 % | 9,1 %  | 1,1 % |
| Повенецкий       | 49,4 %  | 49,7 % | …      | …     |
| Пудожский        | 99,7 %  | …      | …      | …     |

## Символика
В 1784 году Олонецкая провинция преобразована в Олонецкое наместничество, при этом гербом Олонецкого наместничества оставался бывший герб центра провинции — Олонца, а не центра наместничества — Петрозаводска.
В 1802 году в качестве герба Олонецкой губернии также использовался герб Олонца. Затем, в 1878 году был создан новый герб по образцу других губернских гербов, и 5(17) июля 1878 года он был утверждён императором Александром II:

«В золотом щите выходящая из левого бока лазуревого облака рука, внутрь обращенная, держащая лазуревый овальный щит и сопровождаемая внизу четырьмя черными ядрами, соединенным таковым же из цепей кованным крестом. Щит увенчан императорской короною и окружен золотыми дубовыми листьями, соединенными Андреевскою лентою»

- Герб губернии до 1857 года
- Официальный герб губернии (изд. МВД, 1880 год)
- Неофициальный герб губернии (изд. Сукачова, 1878 год)
- Современный рисунок герба (2000-е годы)

## Руководство губернии

### Генерал-губернаторы Архангельской и Олонецкой губерний
| Ф. И. О.                  | Титул, чин, звание    | Время замещения должности    |
| ------------------------- | --------------------- | ---------------------------- |
| Тутолмин Тимофей Иванович | генерал от инфантерии | май 1784 — июнь 1793         |
| Коновницын Пётр Петрович  | генерал-поручик       | сентябрь 1793 — февраль 1796 |
| Ливен Иван Романович      | генерал от инфантерии | март 1796 — декабрь 1796     |

### Генерал-губернаторы Архангельской, Вологодской и Олонецкой губерний
| Ф. И. О.                   | Титул, чин, звание | Время замещения должности |
| -------------------------- | ------------------ | ------------------------- |
| Клокачёв Алексей Федотович | вице-адмирал       | март 1820 — январь 1823   |
| Миницкий Степан Иванович   | вице-адмирал       | май 1823 — апрель 1830    |

### Правители Олонецкого наместничества
| Ф. И. О.                   | Титул, чин, звание               | Время замещения должности                                                                  |
| -------------------------- | -------------------------------- | ------------------------------------------------------------------------------------------ |
| Державин Гавриил Романович | действительный статский советник | май 1784 — октябрь 1785                                                                    |
| Зуев Харитон Лукич         | статский советник                | декабрь 1785 — сентябрь 1786                                                               |
| Редер Иван Григорьевич     | генерал-майор                    | сентябрь 1786 — июль 1787 (к исполнению должности не прибыл в связи с болезнью и кончиной) |
| Чириков Афанасий Иванович  | статский советник                | август 1787 — сентябрь 1792                                                                |
| Боувер Иван Васильевич     | генерал-поручик                  | сентябрь 1792 — декабрь 1796                                                               |

### Помощники правителя Олонецкого наместничества (вице-губернаторы)
| Ф. И. О.                        | Титул, чин, звание  | Время замещения должности |
| ------------------------------- | ------------------- | ------------------------- |
| Зиновьев Сергей Никитич         | коллежский советник | 1784—1786                 |
| Лангель Андрей Андреевич        | коллежский советник | 1786                      |
| Вердеревский Николай Алексеевич | статский советник   | 1786—1795                 |
| Туманский Михаил Васильевич     | коллежский советник | 1795—1796                 |

### Олонецкие губернаторы
| Ф. И. О.                                   | Титул, чин, звание                                                                    | Время замещения должности                    |
| ------------------------------------------ | ------------------------------------------------------------------------------------- | -------------------------------------------- |
| Окулов Алексей Матвеевич                   | действительный статский советник                                                      | 09.1801—25.06.1802                           |
| Ушаков Александр Андреевич                 | действительный статский советник                                                      | 30.06.1802—04.1804                           |
| Мертенс Василий Фёдорович                  | действительный статский советник                                                      | 04.1804—08.1821                              |
| Рыхлевский Андрей Иванович                 | действительный статский советник                                                      | 08.1821—09.09.1825                           |
| Фан-дер-Флит Тимофей Ефремович             | тайный советник                                                                       | 09.10.1825—09.1827                           |
| Муратов Василий Гаврилович                 | действительный статский советник                                                      | 15.09.1827—14.11.1827 (в губернию не прибыл) |
| Лачинов Пётр Андрианович                   | статский советник                                                                     | 14.11.1827—24.03.1829                        |
| Яковлев Александр Иванович                 | действительный статский советник                                                      | 27.03.1829—27.04.1836                        |
| Дашков Андрей Васильевич                   | действительный статский советник                                                      | 31.05.1836—31.12.1839                        |
| Повало-Швейковский Христофор Христофорович | действительный статский советник                                                      | 20.01.1840—16.06.1848                        |
| Писарев Николай Эварестович                | действительный статский советник                                                      | 20.07.1848—08.07.1851                        |
| Долгоруков Юрий Алексеевич                 | князь, действительный статский советник                                               | 02.08.1851—11.04.1853                        |
| Муравьёв Валериан Николаевич               | статский советник                                                                     | 11.04.1853—30.11.1856                        |
| Волков Николай Павлович                    | генерал-майор                                                                         | 06.12.1856—17.10.1860                        |
| Философов Александр Александрович          | генерал-майор, военный губернатор г. Петрозаводска и Олонецкий гражданский губернатор | 17.10.1860—24.09.1862                        |
| Арсеньев Юлий Константинович               | тайный советник                                                                       | 24.09.1862—23.05.1870                        |
| Григорьев Григорий Григорьевич             | тайный советник                                                                       | 23.05.1870—03.05.1890                        |
| Веселкин Михаил Михайлович                 | тайный советник                                                                       | 03.05.1890—30.07.1892                        |
| Демидов Михаил Денисович                   | тайный советник                                                                       | 30.07.1892—25.09.1898                        |
| Левашов Владимир Александрович             | действительный статский советник                                                      | 24.04.1899—19.01.1902                        |
| Протасьев Николай Васильевич               | тайный советник                                                                       | 23.03.1902—23.08.1910                        |
| Грязев Николай Дмитриевич                  | действительный статский советник                                                      | 23.08.1910—31.12.1912                        |
| Шиловский Пётр Петрович                    | статский советник                                                                     | 31.12.1912—16.06.1913                        |
| Зубовский Михаил Иванович                  | действительный статский советник                                                      | 16.06.1913—15.11.1916                        |
| Шидловский Александр Фёдорович             | действительный статский советник                                                      | 15.11.1916—01.1917                           |
| Тецнер Александр Сергеевич                 | статский советник (не вступил в должность из-за событий Февральской революции)        | 01.1917—02.1917                              |

### Вице-губернаторы
| Ф. И. О.                          | Титул, чин, звание                                                                           | Время замещения должности |
| --------------------------------- | -------------------------------------------------------------------------------------------- | ------------------------- |
| Кожевников Лев Александрович      | коллежский советник                                                                          | 11.03.1802—21.03.1803     |
| Мухин Иван Степанович             | статский советник                                                                            | 01.05.1804—30.01.1808     |
| Рашет Антон Яковлевич             | статский советник                                                                            | 1808—28.03.1812           |
| Уваров Пётр Алексеевич            | коллежский советник (статский советник)                                                      | 28.03.1812—10.03.1822     |
| Нейдгарт Александр Иванович       | коллежский советник                                                                          | 01.07.1822—29.04.1827     |
| Пестель Борис Иванович            | коллежский советник                                                                          | 29.04.1827—01.10.1829     |
| Пенкин Яков Иванович              | коллежский советник                                                                          | 01.08.1830—17.06.1832     |
| Мячков Платон Петрович            | коллежский советник                                                                          | 05.08.1832—27.05.1838     |
| Ивановский Александр Осипович     | надворный советник (коллежский советник)                                                     | 27.05.1838—20.01.1840     |
| Хорошкевич Иван Иванович          | статский советник                                                                            | 20.01.1840—20.12.1841     |
| Нуромский Алексей Александрович   | статский советник                                                                            | 20.12.1841—26.10.1850     |
| Большев Михаил Михайлович         | статский советник                                                                            | 26.10.1850—07.04.1856     |
| Дурново Николай Сергеевич         | надворный советник                                                                           | 07.04.1856—25.01.1857     |
| Родзянко Николай Васильевич       | коллежский советник                                                                          | 25.01.1857—02.08.1859     |
| Баранович Станислав Михайлович    | действительный статский советник                                                             | 14.08.1859—31.05.1861     |
| Злотницкий Дмитрий Антонович      | надворный советник                                                                           | 31.05.1861—21.09.1862     |
| Виноградский Афиноген Васильевич  | действительный статский советник                                                             | 28.09.1862—07.02.1864     |
| Превлоцкий Владимир Александрович | статский советник                                                                            | 07.02.1864—23.12.1866     |
| Молоствов Аркадий Владимирович    | надворный советник (утверждён с произведением в коллежские советники 01.01.1868)             | 23.12.1866—20.08.1871     |
| Страховский Михаил Фёдорович      | действительный статский советник                                                             | 05.11.1871—11.04.1896     |
| Вяземский Сергей Александрович    | князь, действительный статский советник                                                      | 25.04.1896—08.02.1900     |
| Старынкевич Константин Сократович | полковник                                                                                    | 03.07.1900—06.06.1902     |
| Родионов Николай Матвеевич        | статский советник                                                                            | 01.07.1902—01.02.1903     |
| Горчаков Сергей Дмитриевич        | князь, коллежский советник                                                                   | 01.02.1903—31.10.1904     |
| Шидловский Константин Михайлович  | надворный советник (коллежский советник)                                                     | 05.11.1904—02.03.1907     |
| Липинский Теофил Александрович    | коллежский советник (статский советник)                                                      | 02.03.1907—27.08.1911     |
| Шидловский Александр Фёдорович    | действительный статский советник                                                             | 27.08.1911—11.1916        |
| Кульнев Леонид Иванович           | назначен, в губернию не приезжал, обязанности вице-губернатора исполнял И. И. Благовещенский | 1916—1917                 |
| Шишков Николай Леонович           | действительный статский советник                                                             | январь — март 1917        |

Члены Государственной думы Российской империи от Олонецкой губернии
Государственная дума Российской империи I созыва (10 мая—22 июля 1906 года):
- Африкантов Александр Владимирович
- Белоусов Дмитрий Васильевич
- Якимовский Василий Капитонович

Государственная дума Российской империи II созыва (20 февраля—3 июня 1907 года):
- Кирьянов Матвей Михайлович
- Ланёв Фёдор Дмитриевич
- Поташев Николай Александрович

Государственная дума Российской империи III созыва (1907—1912):
- Казанский Константин Иванович
- Неелов Николай Николаевич
- Романов Степан Григорьевич
- Ушаков Александр Александрович (избран на место скончавшегося С. Г. Романова)

Государственная дума Российской империи IV созыва (1912—1917):
- Аристаров Михаил Гавриилович
- Казанский Константин Иванович
- Неелов Александр Николаевич

### Губернские комиссары Временного правительства
Олонецкие губернские комиссары Временного правительства:
- Кучевский Иероним Феликсович, (1917 год, март — май)
- Кожевников Александр Фёдорович, (1917 год, май — октябрь)

### Руководители губернии после Октябрьской революции 1917 года
Председатели исполнительного комитета Олонецкого губернского совета:
- Куджиев Василий Михайлович, (1917 год, июнь — декабрь)
- Парфёнов Валентин Михайлович, (1918 год, январь — март)
- Анохин Пётр Фёдорович, (1918 год, апрель — июнь)
- Балашов Иван Владимирович, (1918 год, июль)
- Анохин Пётр Фёдорович, (1918 год, июль — 1921 год, апрель)
- Соболев Степан Антонович, (1921 год, май — 1922 год, сентябрь)

Председатель объединённого президиума Карельского революционного комитета и Олонецкого губернского исполкома:
- Анохин Пётр Фёдорович, 1921 г.

Руководители центральных губернских органов РКП(б):
- Дорошин, Христофор Георгиевич, (1918 год, февраль — 1918 год, август)[14]
- Берзстыс, Яков Карлович, (1918 год, август — 1918 год, ноябрь)[15]
- Игошкин, Яков Фёдорович, (1918 год, ноябрь — 1920 год, август)[16].
- Кривоносов, Александр Ильич, (1920 год, сентябрь — 1922 год, сентябрь)

## Транспорт
Важнейшими дорогами Олонецкой губернии были Санкт-Петербургско-Архангельский тракт, проходивший через Лодейное Поле, Вытегру и Каргополь с ответвлениями на Пудож и Белозерск, тракт от Санкт-Петербурга до Петрозаводска, проходивший через Лодейное Поле и Олонец, Петрозаводский тракт к городу Повенцу, почтовая дорога Олонец — Сердоболь. В 1858 году в общей сложности на территории этих трактов и дорог было 52 почтовые станции.
Судоходство осуществлялось по Онежскому и Ладожскому озёрам, рекам Свири и Андоме, а также по Мариинской водной системе — важнейшей водной магистрали, проходившей по территории губернии. До XIX в. главным образом эксплуатировались небольшие суда — соймы, строившиеся местными крестьянами. Еще в XVIII веке рыбаки-промысловики Онежского озера стали использовать буеры для передвижения зимой по озеру.
Существовали также рейсы трешкоутов и других судов на конной тяге из Вознесенья в город Вытегру по Онежскому каналу и от Аннинского моста по реке Ковже до города Белозерска, в сер. XX века заменённые пароходами. Позднее были организованы рейсы пароходов, в основном Волжско-Петербуржского, Петербургско-Петрозаводского и Онежского пароходных обществ. Основные грузопассажирские линии — из Петрозаводска в Петербург, из Петрозаводска в Повенец, из Петрозаводска к пристани Подпорожье на реке Водле, из Вознесенья в Вытегру (по озеру и по обводному каналу). В XX веке также функционировала линия Шлиссельбургского пароходства от Лодейного Поля по приладожским каналам.
В Каргопольском уезде в 1876 году сычевским купцом Лебедевым и К было учреждено пароходство по рекам Онеге, Свиди и озёрам Лаче и Чарондскому. На линиях между Каргополем и Коротким и свидским Бором ходил пароход производства завода Берда.
До 1898 года железные дороги на территории губернии были представлены небольшими промышленными железными дорогами Александровского завода в Петрозаводске, а также железной дорогой, проходящей по селениям Каменный, Бродовская, Большой Двор Девятинской волости Вытегорского уезда, сооруженной в 1891 году для вывоза земли при работах по улучшению судоходности реки Вытегра. На последней железной дороге впервые в губернии были задействованы паровозы.
В 1897—1898 гг. была построена Вологодско-Архангельская железная дорога, часть которой прошла по территории восточной части Каргопольского уезда. Правильное движение по этой линии было открыто 22 октября (3 ноября) 1898 года. На территории губернии функционировали станции Вандыш, Няндома, Шежма, Лепша, Шалакуша, платформа на 224 версте у д. Куфтыревской. Эта дорога первоначально была узкоколейной (1067 мм), в период Первой мировой войны осуществлена её перестройка на широкую колею. Правильное движение по реконструированному участку от Вологды до Няндомы открыто 23 октября (5 ноября) 1915 года, по участку от Няндомы до Архангельска — 18(31) января 1916 года.
В 1914 году было начато строительство частной Олонецкой железной дороги от Званки до Петрозаводска и казённой железной дороги Петрозаводск — Сорокская бухта. К началу 1916 года были выполнены основные работы и началось движение поездов. Правильное движение по Олонецкой дороге открыто с 1(14) февраля 1917 года. С 1 апреля 1917 г. дороги были объединены.
Первые автомобили на территории губернии появились в 1910-х гг. В 1910—1920-х гг. автомобили находились как в частной, так и в государственной собственности, в Петрозаводске и Лодейном Поле имели место попытки организовать коммерческие перевозки пассажиров. 14 мая 1918 года было основано транспортное бюро Олонецкой губернии.

## Средства массовой информации
Первой газетой губернии была государственная газета «Олонецкие губернские ведомости», издававшаяся в городе Петрозаводске с 1838 по 1917 год. С 1898 по 1918 год Олонецкой и Петрозаводской епархией издавались «Олонецкие епархиальные ведомости». Также с 1911 г. выходила газета «Олонецкая неделя», издателем которой было Православное Карельское братство.
К крупным дореволюционным периодическим изданиям губернии относятся «Вестник Олонецкого губернского земства» (1907—1918), «Журнал Олонецкого губернского собрания» (1867—1916), «Известия Общества изучения Олонецкой губернии» (1913—1917), «Олонецкий край» (1906), «Олонецкая мысль» (1914), «Олонецкое утро» (1915—1916), «Олонецкое эхо» (1915—1916).
После 1917 г. основными правительственными изданиями губернии были «Известия Петрозаводского комитета общественной безопасности» (1917), «Известия Олонецкого губернского исполкома Советов крестьянских, рабочих и красноармейских депутатов» (1918), «Олонецкая коммуна» (1920—1921), «Трудовая жизнь» (1922) (органы исполкома Олонецкого губернского совета), «Вестник Олонецкого комитета РКП(б)» (1921—1922).
Также с 1917 по 1922 гг. выходили «Известия Олонецкого губернского комиссариата просвещения» (1918), «Народное образование Олонецкой губернии» (1919), «Олонецкая беднота» (орган Петрозаводского окркома РКП(б)) (1918), «Олонецкий кооператор» (1918—1920), «Олонецкий фельдшер» (1918—1919).

## Культура
В 1860-х годах П. Н. Рыбников, направленный в Олонецкую губернию в ссылку, записал более 200 былин и песен. Затем А. Ф. Гильфердинг в 1871 году записал ещё 318 былин. Всего было зафиксировано 45 «классических» былинных сюжетов и записано более 1000 вариантов. Именно на этой территории сохранились русские былины, считавшиеся до середины XIX века утраченными.